# Chiesa di Mater Domini
Il Santuario di Santa Maria Mater Domini è una chiesa parrocchiale, situata nel comune di Mesagne, in via Materdona. Al suo interno è custodita l'icona bizantina raffigurante la Madonna col Bambino, oggetto della venerazione dei fedeli.

## Storia e descrizione
La chiesa di Mater Domini venne eretta tra il 1598 e il 1605, per custodirvi degnamente l'immagine della Vergine col Bambino, ritenuta miracolosa. Tale affresco, medievale e originariamente situato in una semplice edicola, avrebbe, secondo la testimonianza di una contadina, sudato abbondantemente il 17 marzo 1598.
Il Santuario, eretto ad opera di Evangelio e Michele Profilo,copertinesi, in stile rinascimentale, venne completato con la costruzione della cupola maiolicata su tamburo cilindrico, innalzata tra il 1688 e il 1740..Per la costruzione si impegnarono diversi nobili mesagnesi, tra i quali il capitano Pietro Resta, Nicola Capodieci e Pompeo Falcone, con le elemosine che andarono dal 1598 al 1606, per poi procedere con la demolizione della vecchia chiesetta. La nuova chiesa appartenne a lungo alla mensa arcivescovile, che vi lasciò insediare la confraternita degli Schiavi di Maria nel 1688. Nel 1783 fu decorata con stucchi da alcuni maestri, tra i quali il napoletano Michele Garofalo.
L'interno presenta pianta a croce greca. Sull'altare maggiore, barocco, è collocata l'icona mariana, di origini medievali ma ridipinta dal pittore mesagnese Gian Pietro Zullo nel 1605. A Zullo (vissuto tra il 1557 e il 1619) viene attribuita anche la tela raffigurante l'Incredulità di san Tommaso. I pennacchi della cupola sono ornati dalle immagini degli Evangelisti, di artista ignoto, riproduzioni di quelli del Domenichino, presenti nella romana chiesa di Sant'Andrea della Valle. Degna di nota anche la statua di san Francesco d'Assisi, in pietra, risalente agli inizi del XVII secolo.